# Кубок Англії з футболу 1890—1891
Кубок Англії з футболу 1890—1891 — 20-й розіграш найстарішого футбольного турніру у світі, Кубка виклику Футбольної Асоціації, також відомого як Кубок Англії. Вдруге поспіль титул здобув Блекберн Роверз.

## Перший раунд
| Дата                  | Господарі            | Рахунок                   | Гості                   |
| --------------------- | -------------------- | ------------------------- | ----------------------- |
| 17 січня              | Честер               | 1:0                       | Лінкольн Сіті           |
| 17 січня              | Клептон              | 0:14                      | Ноттінгем Форест        |
| 17 січня              | Дарвен               | 3:1 (результат скасовано) | Кіддермінстер Гарріерз  |
| 24 січня Перегравання | Дарвен               | 13:0                      | Кіддермінстер Гарріерз  |
| 17 січня              | Бернлі               | 4:2                       | Кру Александра          |
| 17 січня              | Сток                 | 3:0                       | Престон Норт-Енд        |
| 17 січня              | Астон Вілла          | 13:1                      | Кежуалс                 |
| 17 січня              | Венсдей              | 12:0                      | Голлівелл               |
| 17 січня              | Аккрінгтон           | 2:2                       | Болтон Вондерерз        |
| 24 січня Перегравання | Аккрінгтон           | 5:1                       | Болтон Вондерерз        |
| 17 січня              | Лонг Ітон Рейнджерс  | 1:2                       | Вулвергемптон Вондерерз |
| 17 січня              | Вест-Бромвіч Альбіон | +:-                       | Олд Вестмінстер         |
| 17 січня              | Сандерленд           | 1:0                       | Евертон                 |
| 17 січня              | Крузейдерс           | 0:2                       | Бірмінгем Сент-Джорджс  |
| 17 січня              | Сандерленд Альбіон   | 2:0                       | 93-й піхотний полк      |
| 17 січня              | Шеффілд Юнайтед      | 1:9                       | Ноттс Каунті            |
| 17 січня              | Роял Арсенал         | 1:2                       | Дербі Каунті            |
| 17 січня              | Мідлсбро Айронополіс | 1:2 (результат скасовано) | Блекберн Роверз         |
| 24 січня Перегравання | Мідлсбро Айронополіс | 0:3                       | Блекберн Роверз         |

## Другий раунд
До другого раунду увійшли переможці першого раунду.
| Дата                   | Господарі              | Рахунок | Гості                   |
| ---------------------- | ---------------------- | ------- | ----------------------- |
| 31 січня               | Блекберн Роверз        | 7:0     | Честер                  |
| 31 січня               | Дарвен                 | 0:2     | Сандерленд              |
| 31 січня               | Ноттс Каунті           | 2:1     | Бернлі                  |
| 31 січня               | Сток                   | 3:0     | Астон Вілла             |
| 31 січня               | Сандерленд Альбіон     | 1:1     | Ноттінгем Форест        |
| 7 лютого Перегравання  | Ноттінгем Форест       | 3:3     | Сандерленд Альбіон      |
| 11 лютого Перегравання | Ноттінгем Форест       | 5:0     | Сандерленд Альбіон      |
| 31 січня               | Аккрінгтон             | 2:3     | Вулвергемптон Вондерерз |
| 31 січня               | Бірмінгем Сент-Джорджс | 0:3     | Вест-Бромвіч Альбіон    |
| 31 січня               | Дербі Каунті           | 2:3     | Венсдей                 |

## Третій раунд
До третього раунду увійшли переможці другого раунду. 
| Дата      | Господарі       | Рахунок | Гості                   |
| --------- | --------------- | ------- | ----------------------- |
| 14 лютого | Блекберн Роверз | 2:0     | Вулвергемптон Вондерерз |
| 14 лютого | Ноттс Каунті    | 1:0     | Сток                    |
| 14 лютого | Сандерленд      | 4:0     | Ноттінгем Форест        |
| 14 лютого | Венсдей         | 0:2     | Вест-Бромвіч Альбіон    |

## Півфінали
У півфіналах зіграли команди, що перемогли на попередньому етапі.
| Дата                    | Господарі       | Рахунок | Гості                |
| ----------------------- | --------------- | ------- | -------------------- |
| 28 лютого               | Блекберн Роверз | 3:2     | Вест-Бромвіч Альбіон |
| 28 лютого               | Ноттс Каунті    | 3:3     | Сандерленд           |
| 11 березня Перегравання | Сандерленд      | 0:2     | Ноттс Каунті         |

## Фінал
| 21 березня 1891 |

| Блекберн Роверз       | 3:1      | Ноттс Каунті |
| --------------------- | -------- | ------------ |
| Дьюар Саутворт Таунлі | Протокол | Освальд      |

| Кеннінгтон Овал, Лондон Глядачів: 23 000 Арбітр: Ч.Дж.Г'юз |